# Бурлін Анатолій Андрійович
Анато́лій Андрі́йович Бу́рлін (нар. 19 січня 1990, Генічеськ, УРСР) — український футболіст, захисник ЛНЗ .

## Біографія
Починав грати в дитячій команді «Азовець» (Генічеськ) та футбольній школі «Іллічівця» (Маріуполь). У 2004 — 2007 роках — у школі «Динамо» (Київ). На професіональному рівні дебютував 4 жовтня 2007 року в поєдинку Другої ліги «Динамо-3» — «Рось» (Біла Церква), коли вийшов на заміну на останній хвилині. Це був єдиний його вихід на поле у складі «Динамо-3».
Із початку 2009 року грав у складі друголігового «Арсенала» (Біла Церква), де 19-річний футболіст одразу став гравцем основного складу й того ж року допоміг клубу вперше в історії вийти до Першої ліги.
У середині сезону 2010/11 років перейшов до «Львова», але грав за команду лише півсезону. Перед початком сезону 2011/12 років підписав п'ятирічну угоду з «Севастополем», але не зміг закріпитися в основному складі, й у другій половині сезону перейшов до армянського «Титана», де став основним захисником.
Із 2014 по 2016 рік грав за «Черкаський Дніпро».
Наприкінці вересня 2016 року перейшов до лав рівненського «Вереса», але вже 1 грудня того ж року було офіційно повідомлено, що Бурлін за обопільною згодою залишив команду, жодного разу в її складі не зігравши.
В квітні 2017 року повернувся до «Черкаського Дніпра».

## Статистика виступів

### Професіональна ліга
| Сезон     | Команда                  | Турнір    | Матчі | Голи |
| --------- | ------------------------ | --------- | ----- | ---- |
| 2007–2008 | Динамо-3 (Київ)          | чемпіонат | 1     | 0    |
| 2008–2009 | Арсенал (Біла Церква)    | чемпіонат | 10    | 0    |
| 2009–2010 | Арсенал (Біла Церква)    | чемпіонат | 28    | 0    |
| 2010–2011 | Арсенал (Біла Церква)    | чемпіонат | 4     | 0    |
| 2010–2011 | Арсенал (Біла Церква)    | кубок     | 1     | 0    |
| 2010–2011 | ФК Львів                 | чемпіонат | 8     | 0    |
| 2011–2012 | ФК Севастополь           | чемпіонат | 3     | 0    |
| 2011–2012 | ФК Севастополь           | кубок     | 1     | 0    |
| 2011–2012 | Титан (Армянськ)         | чемпіонат | 10    | 0    |
| 2012–2013 | Геліос (Харків)          | чемпіонат | 8     | 0    |
| 2012–2013 | Геліос (Харків)          | кубок     | 1     | 0    |
| 2012–2013 | Сталь (Дніпродзержинськ) | чемпіонат | 8     | 0    |
| 2013–2014 | Сталь (Дніпродзержинськ) | чемпіонат | 18    | 1    |
| 2013–2014 | Сталь (Дніпродзержинськ) | кубок     | 2     | 0    |
| 2013–2014 | Десна (Чернігів)         | чемпіонат | 6     | 0    |
| 2014–2015 | Черкаський Дніпро        | чемпіонат | 21    | 0    |
| 2014–2015 | Черкаський Дніпро        | кубок     | 1     | 0    |
| 2015–2016 | Черкаський Дніпро        | чемпіонат | 1     | 0    |

### За збірну
| Сезон | Команда        | Турнір    | Матчі | Голи |
| ----- | -------------- | --------- | ----- | ---- |
| 2005  | Юнацька збірна | чемпіонат | 5     | 0    |